# Osarenren Okungbowa
Osarenren Okungbowa (* 13. května 1994 Vídeň) je rakouský fotbalista, který hraje jako záložník za First Vienna FC 1894. Hrál v Rakousku (Rapid Vídeň, St. Pölten, FAC, Tirol a First Vienna) a Německu (Lübeck a Kickers Offenbach). V roce 2025 podepsal smlouvu s First Vienna FC.